# Alići (Prijedor)
Alići (serbokroatisch-kyrillisch Алићи) ist ein Dorf in der Verbandsgemeinde Prijedor im Norden von Bosnien und Herzegowina. Der Ort liegt etwa fünf Kilometer südöstlich von Kozarac und gehört zur Ortsgemeinschaft Brđani. Seit dem Bosnienkrieg gehört der Ort zur Republika Srpska.

## Bevölkerung
Alići ist ausschließlich von Bosniaken bewohnt.
In Alići gibt es eine kleine Moschee (Mekteb Alici-Softici). Neben der Moschee befindet sich ein muslimischer Friedhof.